# Ebeck
Ebeck (szlovákul: Obeckov) község Szlovákiában, a Besztercebányai kerületben, a Nagykürtösi járásban.

## Fekvése
Nagykürtöstől 5 km-re délre fekszik.

## Története
1323-ban az Anjou-okmánytárban fellelhető oklevélben Abichk néven említik először. Neve a régi Abeck személynévből származik, amely feltehetően az Ábrahám név becéző alakja volt.
Vályi András szerint "EBECZK. Ebetzkov. Elegyes Magyar, és tót falu Nógrád Vármegyében, földes Urai Tihanyi, és más Uraságok, lakosai katolikusok, és evangelikusok, fekszik Szklabonyához közel, ’s ennek filiája, Balassa Gyarmattól egy mértföldnyire, Hont Vármegyének határszélénél, díszesíttetik a’ földes Uraságnak szép kastéllyával, és Úri kertyével, határja jó termékenységű, fája tűzre, és épűletre van, legelője, réttye elég, ’s vagyonnyainak eladására jó alkalmatossága, első Osztálybéli."
Fényes Elek szerint "Ebeczk, Nógrád m. magyar-tót falu, Honth vmegye szélén: 294 kath., 177 evang., 2 ref. lak. Földje termékeny; rétje, legelője, erdeje elég. F. u. Tihanyi Ferencz, kinek itt ékes lakhelye, és kertje van. Savanyuvizforrása tavasszal és nyáron kellemetes italt ád. Ut. p. Balassa-Gyarmat."
A trianoni békeszerződésig területe Nógrád vármegye Balassagyarmati járásához tartozott.

## Népessége
| Év:            | 1994. | 2004.    | 2014.   | 2024.    |
| -------------- | ----- | -------- | ------- | -------- |
| Emberek száma: | 424   | 478      | 496     | 433      |
| Eltérés:       |       | +12,73 % | +3,76 % | -12,70 % |

| Év:            | 2023. | 2024.   |
| -------------- | ----- | ------- |
| Emberek száma: | 424   | 433     |
| Eltérés:       |       | +2,12 % |

1880-ban 483 lakosából 143 magyar és 315 szlovák anyanyelvű volt.
1890-ben 494 lakosából 179 magyar és 307 szlovák anyanyelvű volt.
1900-ban 496 lakosából 203 magyar és 293 szlovák anyanyelvű volt.
1910-ben 486 lakosából 249 magyar és 223 szlovák anyanyelvű volt.
1921-ben 460 lakosából 183 magyar, 269 csehszlovák, 1 német és 7 állampolgárság nélküli volt. Ebből 370 római katolikus, 84 evangélikus és 6 izraelita vallású volt.
1930-ban 504 lakosából 53 magyar, 416 csehszlovák és 35 egyéb nemzetiségű volt. Ebből 409 római katolikus, 91 evangélikus, 3 izraelita és 1 református vallású volt.
1970-ben 524 lakosából 4 magyar és 480 szlovák volt.
1980-ban 528 lakosából 8 magyar és 517 szlovák volt.
1991-ben 454 lakosából 20 magyar és 429 szlovák volt.
2001-ben 474 lakosából 8 magyar és 456 szlovák volt.
2011-ben 499 lakosából 4 magyar és 474 szlovák.
2021-ben 444 lakosából 419 szlovák, 6 magyar (1,35%), 2 cseh, 1 cigány, 16 ismeretlen nemzetiségű.

## Nevezetességek
Ide való Mikszáth Kálmán édesanyja, farádi Veress Mária. Itt vette feleségül őt az író édesapja, Mikszáth János, aki 1836 és 1844 között a falu árendás mészárosa és kocsmárosa volt.